# Супрун Сергій Олександрович
Сергі́й Олекса́ндрович Супру́н (28 грудня 2003) — український біатлоніст, чемпіон і призер зимової Універсіади-2025, чемпіон і призер національних першостей з біатлону.

## Життєпис
Народився у місті Ромни Сумської області.
Студент Сумського державного університету.
У 2023 році на літньому чемпіонаті світу з біатлону в Брезно-Осрблі (Словаччина) виборов «срібло» у фіналі юніорського супер спринту.
У 2024 році на юніорському чемпіонаті світу з біатлону в Отепяе (Естонія) виборов «срібло» в естафеті 4х7.5 км у складі чоловічої четвірки.
На зимовій Універсіаді 2025 року в Турині (Італія) виборов «золото» в одиночній змішаній естафеті (з Олександрою Меркушиною) та «срібло» у гонці переслідування на 12.5 км.